# Elis Ekholm
Elis Ekholm, född 24 augusti 1903, död 4 mars 1978, var en svensk fotbollsspelare som bland annat spelade i AIK under allsvenskans första säsong, 1924/25. 1932 gick han till Reymersholms IK, där han även blev styrelseledamot 1940. Elis har tre bröder som också har spelat för AIK, Josef, Gösta och David (de två sistnämnda spelade aldrig allsvenskt för AIK.

## Biografi
Elis Ekholms pappa hade ett bageri i Hagalund, där han även växte upp under 1900-talets tidigare år. Efter att familjen flyttat till Skuru 1918, via Orresta utanför Västerås, så blev han och hans bröder bekanta med AIK:s juniorer.
Endast 20 år gammal så tog han en ordinarie plats i startelvan, men inte på en given position. Elis var en verklig allround-spelare och kunde spela på de flesta positioner på planen. Under den första allsvenska säsongen spelade han 16 allsvenska matcher, vilket blev hans bästa säsong i AIK. Otruligt nog lämnade Elis AIK efter en konflikt med AIK:s starke man Birger Nilsson 1932, och han gick då till Reyersholms IK. Efter ett par års spelande så blev han även styrelseledamot i klubben, som spelade allsvenskt Fotbollsallsvenskan 1941/1942.
Elis Ekholm dog den 4 mars 1978, 74 år gammal, i en sjukdom. Han hann med att spela 46 allsvenska matcher med AIK och gjorde ett mål.

## Klubbar
Spelare:
- AIK (ca 1918-1932)
- Reymersholms IK (1932-?)

Ledare:
- Reymersholms IK (styrelseledamot, 40-talet)